# فيلهلم غريسينغر
فيلهلم غريسينغر (29 يوليو 1817 – 26 أكتوبر 1868) كان طبيب أعصاب وطبيب نفسي ألماني وُلد في شتوتغارت.

## الحياة المهنية
درس تحت إشراف يوهان لوكاس شونلاين في جامعة زيورخ وتحت إشراف عالم الفسيولوجيا فرانسوا ماغندي في باريس. بعد حصوله على درجة الدكتوراه، عمل في عدة مواقع، بما في ذلك وينثال في فورتمبيرغ، وفي شتوتغارت (ممارسة خاصة)، في العيادة الطبية في توبنغن، وفي جامعة كيل.
في عام 1845 نشر غريسينغر كتابه المؤثر Die Pathologie und Therapie der psychischen Krankheiten (علم الأمراض وعلاج الأمراض النفسية).
في أوائل خمسينيات القرن التاسع عشر، سافر إلى مصر كمدير للمدرسة الطبية في القاهرة، وأصبح في هذه الأثناء طبيبًا شخصيًا لـ عباس حلمي الأول. خلال إقامته في مصر، اكتسب خبرة في الأمراض المدارية، ونتيجة لذلك نشر Klinische und anatomische Beobachtungen über die Krankheiten von Aegypten (ملاحظات سريرية وتشريحية حول أمراض مصر) في عام 1854 وInfectionskrankheiten (الأمراض المعدية) في عام 1857.
في عام 1854 عاد إلى جامعة توبنغن كأستاذ للطب السريري، خلفًا لصديقه كارل فوندرليش (1815–1877) كمدير للعيادة الطبية في توبنغن. في عام 1859 أصبح غريسينغر رئيسًا لمؤسسة للأطفال المعاقين ذهنيًا في بلدة صغيرة تدعى ماريابيرغ، وبدءًا من عام 1860، شارك في تخطيط مستشفى الأمراض العقلية بورغهولزلي في زيورخ.
في عام 1865 انتقل إلى برلين، حيث خلف موريتز هاينريش رومبرغ (1795–1873) كمدير في العيادة الجامعية شاريتيه. في برلين أسس جمعية طبية-نفسية، "الجمعية الطبية النفسية في برلين"، وأسس مجلة نفسية مؤثرة، Archiv für Psychiatrie und Nervenkrankheiten (أرشيف لطب النفس والأمراض العصبية). في عام 1868، انتُخب عضوًا أجنبيًا في الأكاديمية الملكية السويدية للعلوم. توفي في برلين.

## الإرث
يُذكر غريسينغر لمبادرته بالإصلاحات في علاج المرضى النفسيين وكذلك لإدخاله تغييرات في نظام المصحات القائم. كان يؤمن بدمج المرضى النفسيين في المجتمع، واقترح أن يتم الجمع بين الاستشفاء قصير الأمد والتعاون الوثيق مع أنظمة الدعم الطبيعي. كما قدم رؤى قيمة حول طبيعة السلوك السيكوباثي. في مقدمة العدد الأول من Archiv für Psychiatrie und Nervenkrankheiten، كتب غريسينغر: "لقد شهدت الطب النفسي تحولًا في علاقته بباقي فروع الطب. ... هذا التحول يستند أساسًا إلى الإدراك بأن المرضى الذين يعانون من ما يسمى بـ 'الأمراض العقلية' هم في الواقع أفراد يعانون من أمراض في الأعصاب والدماغ". اليوم، تم تسمية مستشفى فيلهلم غريسينغر في برلين تكريماً له.

## المصطلحات المرتبطة
- "علامة غريسينغر": حمامى ووذمة فوق الناتئ الحلمي بسبب خثار إنتاني في الوريد الباعث الخشائي والتهاب الوريد الخثاري للجيب السيني.[5]

## الأعمال المنشورة

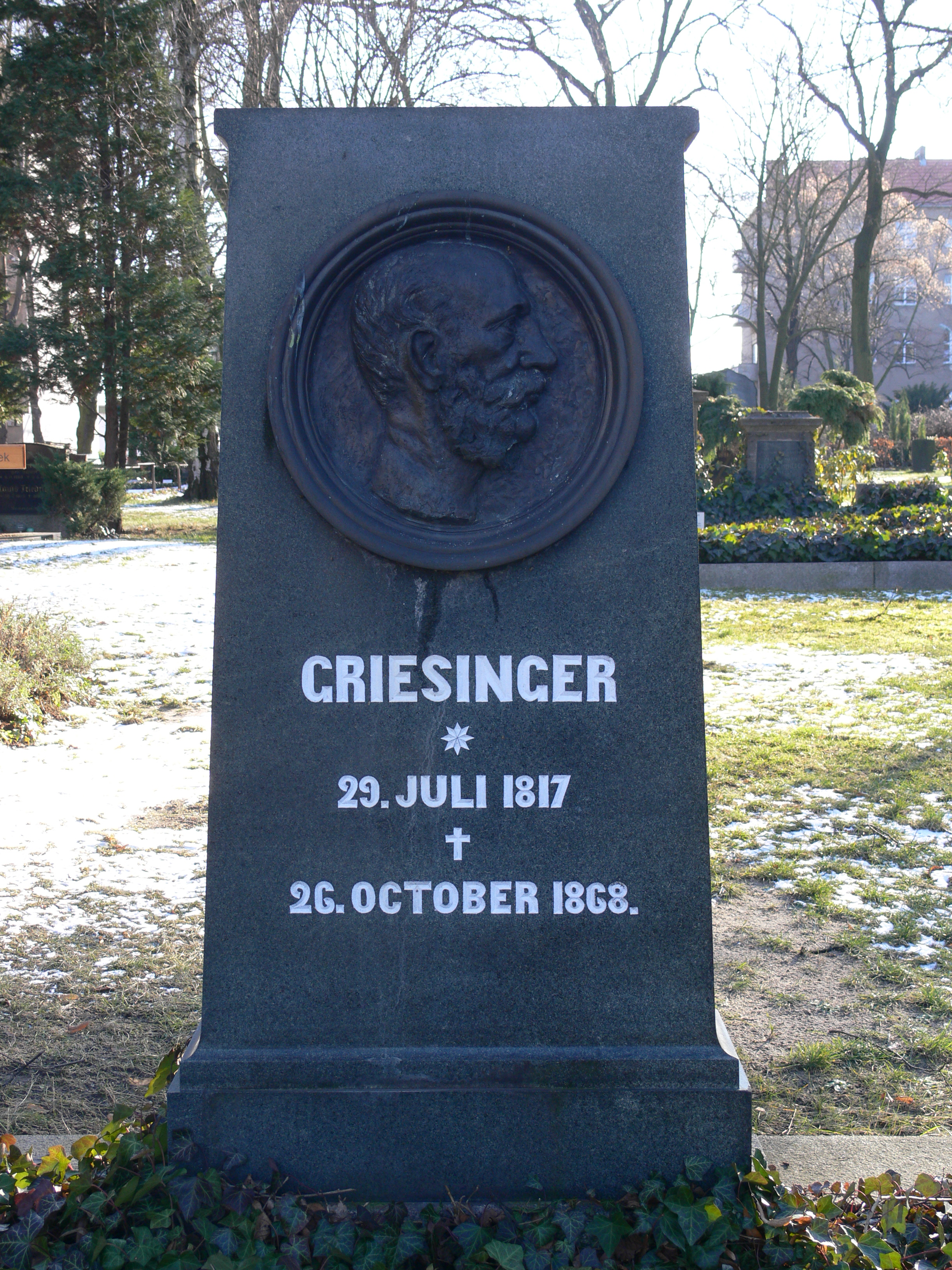
قبر في مقبرة القديس متى القديمة

- Herr Ringseis und die naturhistorische Schule ("يوهان نيبوموك فون رينغسيس والمدرسة الطبيعية التاريخية"). "Archiv für physiologische Heilkunde" 1 (1842)
- Theorien und Thatsachen ("النظريات والحقائق"). "Archiv für physiologische Heilkunde" 1 (1842)
- Über den Schmerz und über die Hyperämie ("حول الألم واحتقان الدم"). "Archiv für physiologische Heilkunde" 1 (1842)
- Über psychische Reflexaktionen. Mit einem Blick auf das Wesen der psychischen Krankheiten ("حول الأفعال الانعكاسية النفسية. مع لمحة عن طبيعة الأمراض النفسية"). "Archiv für physiologische Heilkunde" 2, ص. 76 (1843)
- Neue Beiträge zur Physiologie und Pathologie des Gehirns ("مساهمات جديدة في فسيولوجيا وعلم أمراض الدماغ"). "Archiv für physiologische Heilkunde" (1844)
- Pathologie und Therapie der psychischen Krankheiten ("علم الأمراض وعلاج الأمراض النفسية"). شتوتغارت: كراببه، 1845؛ الطبعة الثانية، براونشفايغ 1861[6]
- Ueber Schwefeläther-Inhalationen ("حول استنشاق الإيثر الكبريتي"). "Archiv für physiologische Heilkunde" 6، ص. 348-350 (1847)
- Bemerkungen über das Irrenwesen in Württemberg ("ملاحظات حول رعاية المرضى النفسيين في فورتمبيرغ"). "Württemberg Medic. Correspondenzblatt" (1848/49)
- Klinische und anatomische Beobachtungen über die Krankheiten von Aegypten ("ملاحظات سريرية وتشريحية حول أمراض مصر"). "Archiv für physiologische Heilkunde" 13، ص. 528-575 (1854)
- Infectionskrankheiten ("الأمراض المعدية")؛ في كتاب فيرشو "Handbuch der speciellen Pathologie und Therapie". إرلانغن (1857)
- Zur Kenntnis der heutigen Psychiatrie in Deutschland. Eine Streitschrift gegen die Broschüre des Samitätsrats Dr. Laehr in Zehlendorf: "Fortschritt? – Rückschritt!" ("لتوضيح الطب النفسي اليوم في ألمانيا، رسالة جدلية ضد كتيب الدكتور لاهر من زيلندورف: 'تقدم؟ - تراجع!'"). لايبتسغ: فيغاند (1868)
- Über Irrenanstalten und deren Weiter-Entwicklung in Deutschland ("حول المصحات وتطويرها في ألمانيا"). "Archiv für Psychiatrie und Nervenkrankheiten" 1 (1868)
- Gesammelte Abhandlungen ("مقالات مجمعة")، مجلدين. برلين: هيرشوالد (1872)

## روابط خارجية
- أعمال فيلهلم غريسينغر في ليبري فوكس